# Łunowo
Łunowo (do 1945 niem. Haferhorst) – część miasta Świnoujścia, stanowiąca część Osiedla Przytór-Łunowo; dawna wieś na wyspie Wolin (Półwysep Przytorski), położona 6 km na północny wschód od przeprawy promowej Świnoujście Warszów. 
Wieś ulicówka, założona w 2. połowie XIX, ciągnąca się na długości 900 m od zbiegu drogi krajowej nr 3 (wkrótce ekspresowej S3) i drogi wojewózkiej nr 100 na północy, po rozlewiska Świny Wolińskiego Parku Narodowego na południu.
Znajduje się tu zabudowa rozproszona, głównie w postaci domków jednorodzinnych.

## Historia
0,9 km na północny zachód, między drogami krajowymi nr 3 i 93 jest wzniesienie Góra Zamkowa, na którym w średniowieczu znajdował się gród, będący siedzibą księcia Eryka. Dzisiaj znajduje się w tym miejscu leśniczówka. Zamek ten napadli w 1458 roku szczecińscy mieszczanie, najechawszy nań na wielkich okrętach, i spalili go wraz z zabudowaniami, przypuszczalnie dlatego, że ów książę gnębił ich poborem myta.

## Samorząd mieszkańców
Świnoujście utworzyło jednostkę pomocniczą miasta – "Osiedle Przytór-Łunowo", którego granice stanowią jednostki obszarowe miasta: Przytór i Łunowo. Organem uchwałodawczym jest ogólne zebranie mieszkańców. Organem wykonawczym jest zarząd osiedla, który składa się od 5 do 7 członków. Ogólne zebranie mieszkańców wybiera zarząd osiedla.

## Turystyka

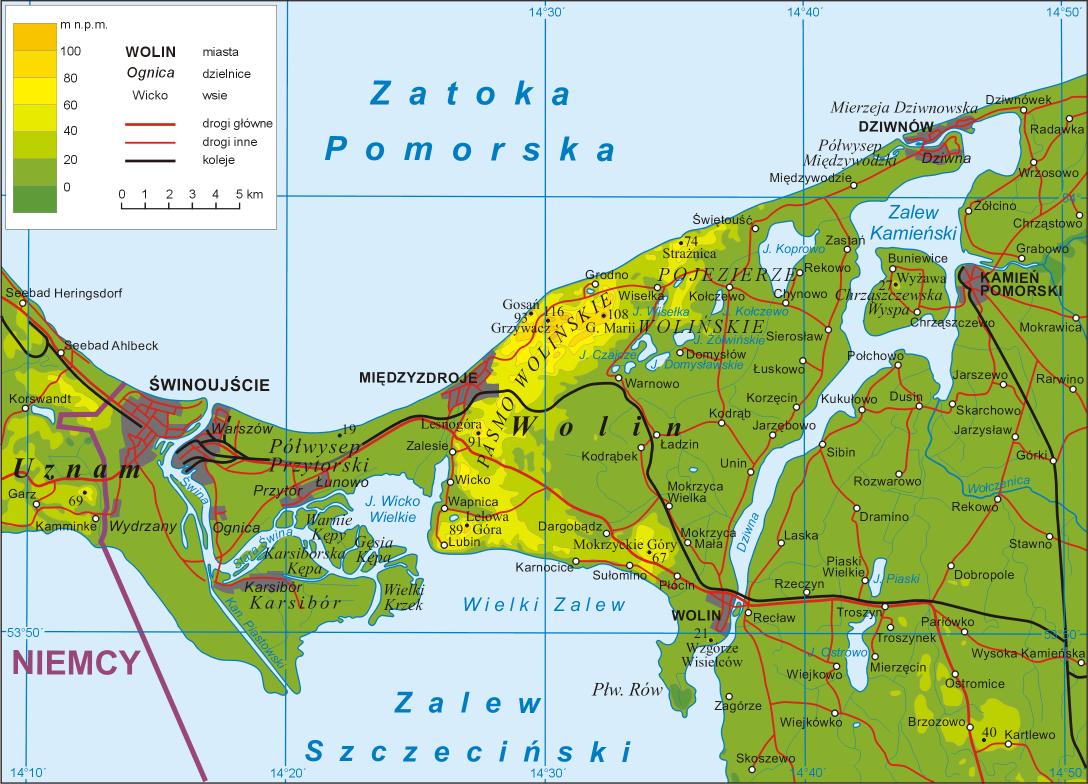
Mapa wyspy Wolin z zaznaczonym Łunowem

Na południu, na drugim brzegu kanału Wielka Struga, oraz na wschodzie, granica enklawy Wolińskiego Parku Narodowego. 
Przez dzielnicę przebiegają dwa znakowane szlaki turystyczne:
- E9 Szlak Nadmorski im. dr. Czesława Piskorskiego (Świnoujście→ Międzyzdroje)
- Niebieski Szlak Rowerowy Dookoła Zalewu Szczecińskiego (Świnoujscie→ Międzyzdroje)

2,5 km na wschód-północny wschód, nad jeziorem Wicko Wielkie (zatoka Zalewu Szczecińskiego) przystań żeglarska Młodzieżowego Domu Kultury w Świnoujściu.
2,7 km na wschód-północny wschód (0,2 km za przystanią żeglarską) pomnik przyrody około 500-letni dąb "Wikingów", o obwodzie 650 cm.
3,0 km na północny wschód, przy drodze krajowej nr 3, niedaleko granicy powiatów - jodła "Elżbieta", o obwodzie 275 cm